# 彦坂正人
彦坂 正人（ひこさか まさと、1958年11月15日 - ）は、日本の警察庁技官、警察官。島根県警察本部長、九州管区警察局総務監察部長等を経て、警察庁情報通信局長。

## 人物・経歴
愛知県出身。1983年名古屋大学工学部卒業、警察庁入庁、関東管区警察局神奈川県通信部配属。1984年関東管区警察局通信部。1985年警察庁長官官房会計課。1986年警察庁北海道警察通信部無線通信課係長。1988年警察庁通信局無線通信課主査。1991年関西国際空港総務部保安企画課課長代理。1994年愛知県警察本部交通部交通管制課調査官。1996年警察庁情報通信局通信施設課課長補佐。1998年神奈川県警察本部総務部情報管理課長。2000年警察庁情報通信局情報通信企画課理事官。
2002年岐阜県警察本部交通部長。2004年警視庁交通部交通管制課長。2006年警察庁九州管区警察局大分県情報通信部長。2008年警察庁交通局交通規制課交通管制技術室長。2011年警察庁中国管区警察局広島県情報通信部長。2012年島根県警察本部長。2013年警察庁情報通信局通信施設課長。2015年警察庁九州管区警察局総務監察部長。2017年警察庁東京都警察情報通信部長。2019年警察庁情報通信局長。2021年退官、日本交通管理技術協会専務理事、UTMS協会理事、日本自動車交通安全用品協会監事、道路交通情報通信システムセンター理事、日本交通安全教育普及協会評議員。